# Jim Watson (chính khách Canada)
James Alexander Watson (sinh ngày 30 tháng 7 năm 1961) là thị trưởng hiện tại của Thành phố Ottawa, Ontario, Canada. Ông là cựu ủy viên hội đồng thành phố Ottawa (1991–1997) và thị trưởng (1997–2000), và sau đó đại diện cho tranh cử Ottawa West—Nepean trong Hội đồng Lập pháp Ontario từ năm 2003 đến năm 2010. Ông phục vụ trong Nội các của Thủ hiến Dalton McGuinty trong danh mục Dịch vụ Người tiêu dùng và Doanh nghiệp (2003-2005), Nâng cao Sức khỏe (2005-2007), và Các vấn đề Thành phố và Nhà ở (2007-2010). Ông từ chức vào tháng 1 năm 2010 để tranh cử thành công thị trưởng trong cuộc bầu cử thành phố Ottawa 2010. Sau đó, ông tái đắc cử thị trưởng vào ngày 27 tháng 10 năm 2014 và ngày 22 tháng 10 năm 2018.
Vào ngày 17 tháng 8 năm 2019, trong một cuộc phỏng vấn với Công dân Ottawa, Watson thông báo rằng ông sẽ công khai xu hướng tính dục, trở thành thị trưởng đồng tính công khai đầu tiên của Ottawa.

## Đầu đời
Watson sinh ra ở Montreal, Quebec là đứa con thứ hai của Frances (née Murdoch) và Beverley "Bev" Watson. Ông lớn lên ở Lachute, nhưng gia đình ông đã chuyển đi một vài lần trong thời thơ ấu của ông vì công việc của cha ông, đưa ông đến Beaconsfield, Thornhill và Sarnia. Ông tốt nghiệp trung học từ Northern Collegiate ở Sarnia. Watson sau đó chuyển đến Ottawa để theo học Đại học Carleton và tốt nghiệp năm 1983 với bằng Cử nhân Nghệ thuật Truyền thông Đại chúng tại Khoa Các vấn đề Công cộng. Lần đầu tiên ông tham gia vào lĩnh vực chính trị trong năm học thứ hai vào năm 1982, khi ông giữ chức Chủ tịch Hiệp hội Cư trú Rideau River (RRRA). Watson bắt đầu sự nghiệp làm báo cho một số tờ báo địa phương, và sau đó gia nhập dịch vụ công liên bang, nơi ông trở thành Giám đốc Truyền thông của Chủ tịch Hạ viện.